# برت، شهرستان ماریپوزا، کالیفرنیا
برت (به انگلیسی: Barrett) یک منطقهٔ مسکونی در ایالات متحده آمریکا است که در شهرستان ماریپوزا، کالیفرنیا واقع شده‌است. برت ۲۶۷ متر بالاتر از سطح دریا واقع شده‌است.